# Ceres (Afrique du Sud)
 (juillet 2018).
Ceres est le centre administratif et la plus grande ville de la municipalité de Witzenberg, dans la province du Cap-Occidental en Afrique du Sud. Ceres sert de centre régional pour les villes environnantes de Wolseley, Tulbagh, Op-die-Berg et Prince Alfred Hamlet.
La ville est située dans le  Warmbokkeveld, à environ 170 km au nord-est du Cap.
La localité s'est placée à l'entrée nord-est de la Mitchell's Pass, l'ancienne route du nord entre Le Cap et Johannesburg qui a été remplacée par la N1. Cette dernière traverse la vallée de la Breede, au sud.
Nommée d'après la déesse romaine de l'agriculture, Cérès, doit son nom à la vallée dans laquelle la ville est située : elle est extrêmement fertile. C'est un important centre producteur de fruits pour le pays.

## Démographie
Selon le recensement de 2011, la ville de Ceres compte 10 413 habitants, principalement coloureds (67,48 %) et blancs (23,28 %). La langue maternelle dominante de la population est l'afrikaans (92,63 %).
La zone rurale regroupant Ceres et ses 2 townhips de eNduli et de Bella Vista compte 33 224 habitants.

## Géographie et climat
Ceres connaît un climat méditerranéen tempéré par son altitude. La ville connaît des températures plus chaudes en été, en raison de son emplacement à l'intérieur avec des précipitations peu fréquentes, cependant les hivers sont frais à assez froids et humides, avec de fréquentes chutes de neige dans les environs. Les précipitations annuelles totales sont en moyenne de 1 088 mm, avec des températures moyennes allant d'un maximum de 29,9 °C en février à un minimum de 2,4 °C en juillet.
Le Warmbokkeveld est plus chaud que les hautes terres environnantes, connues sous le nom de Kouebokkeveld, ces dernières étant souvent sujettes à des chutes de neige en hiver.
Ceres est bien connu pour sa production de jus de fruits exportés dans le monde entier et portant le nom de la ville. Elle est également célèbre localement pour sa neige en hiver et ses cerises. Les résidents affluent en ville pendant l'hiver pour skier ou simplement jouer dans la poudreuse, une rareté pour le climat par ailleurs doux. En été, les gens viennent cueillir les cerises de la ferme « Klondyke ».
L'Afrique du Sud est l'une des régions les plus stables du monde en termes de sismicité, mais le 29 septembre 1969 un choc a secoué le secteur sans avertissement. L'épicentre du séisme se trouvait sur une importante structure locale appelée la faille Worcester, qui avait manifestement été active géologiquement dans un passé lointain, mais qui n'avait pas bougé depuis plus de trois cents ans d'histoire. Ceres a été affectée gravement. Beaucoup de vieux bâtiments de Cape Dutch ont été endommagés avec des victimes. Le séisme a été assez fort pour faire tomber des murs de plâtre au Le Cap, à 160 kilomètres de là.

## Personnalités en lien avec Ceres
- De Wet Barry, joueur de rugby, Springbok.
- Christiaan Barnard, premier chirurgien à effectuer une transplantation cardiaque. Il a passé les premières années de sa pratique médicale à Ceres.
- Henry Francis Maltby, écrivain et dramaturge.
- Raymond Herman Mordt, joueur de rugby, Springbok.
- Simon Rademan, créateur de mode et styliste.
- Breyton Paulse, joueur de rugby, Springbok.
- Ernst Joubert, joueur de rugby.
- Ernst van Dyk, coureur en fauteuil roulant.
- Albert Jacobus Stals, député de Ceres (1943-1951)
- Karl Bremer, député de Ceres (1951-1953)
- Lourens Muller, député de Ceres (1961-1979)